# Giáo hội Công giáo Cổ
Các Giáo hội Công giáo Cổ có gốc gác từ các nhóm đã phân ly khỏi Giáo hội Công giáo Rôma vào những thời điểm khác nhau, do bất đồng về một số giáo lý nhất định, chủ yếu liên quan đến thẩm quyển của Giáo hoàng. Các Giáo hội này không hiệp thông với Tòa Thánh Rôma nhưng hiệp thông với nhau trong Liên minh Utrecht, cũng như với Cộng đồng Anh giáo sau này. Tuy nhiên, theo giáo huấn của Giáo hội Công giáo Rôma, các Giáo hội Công giáo Cổ vẫn duy trì sự kế thừa tông truyền và các bí tích hợp lệ (thành sự).
Công giáo Cổ được phân chia thành ba nhóm chính: Hà Lan, Đức-Áo-Thụy Sĩ và Slavơ:
- Giáo hội Công giáo Cổ Hà Lan: trung tâm tại Utrecht, khỏi Rôma năm 1724. Nguyên nhân dẫn đến cuộc ly giáo này là chủ trương Jansen của một số người Công giáo Hà Lan, đặc biệt là Tổng Giám mục Petrus Codde (1648-1710).
- Giáo phận Công giáo Cổ tại Đức, Giáo hội Công giáo Cổ Áo, Giáo hội Công giáo Kitô giáo Thụy Sĩ: thành hình sau khi một số nhà lãnh đạo ở những nước này bác bỏ hai tín điều do Công đồng Vatican I (1870) định tín. Đó là ơn bất khả ngộ của giáo hoàng và huấn quyền thông thường phổ quát. Người lãnh đạo tinh thần chính của nhóm này là John Joseph Ignatius Dollinger (1799-1890), một linh mục người Bavaria và là một chuyên viên về lịch sử Giáo hội.
- Giáo hội Công giáo Quốc gia Ba Lan bắt nguồn từ các vấn đề liên quan đến di dân Ba Lan ở Hoa Kỳ, cho rằng mình bị các Giám mục người Anglo-Saxon kỳ thị nhưng cũng vì mâu thuẫn trong vấn đề linh mục độc thân. Ngoài ra còn có Giáo hội Công giáo Cổ Cộng hòa Séc, Giáo hội Công giáo Cổ Croatia.

Cơ sở giáo lý của các Giáo hội Công giáo Cổ là bản tuyên ngôn năm 1889 ở Utrecht. Gồm các điều khoản chính như: Chống lại quyền tối thượng của Giáo hoàng và việc buộc phải xưng tội tại tòa giải tội; chủ trương giáo sĩ được phép kết hôn; chấp nhận Bảy Công đồng đại kết đầu tiên là những Công đồng đã minh định những tín lý Kitô giáo thích đáng.
Năm 1925, các Giáo hội Công giáo Cổ này chính thức nhìn nhận việc phong chức của các Giáo hội thuộc Cộng đồng Anh giáo là hợp lệ. Năm 1932, họ hiệp thông hoàn toàn với Giáo hội Anh, dựa trên những thỏa thuận của bản Hiệp định Bonn ngày 2 tháng 7 năm 1931.